# Liliana de Vries
Liliana de Vries (San José, Costa Rica, 13 april 1988) is een Nederlands model en actrice.

## Biografie
De Vries werd geboren in Costa Rica; ze heeft een Colombiaanse vader en een Nederlandse moeder. In 1990 verhuisde zij naar Mexico en in 1996 naar Nederland. Vanaf 2001 tot 2006 was zij model voor Ulla models. In 2012 studeerde ze af aan de Toneelschool Maastricht. Tijdens haar studie speelde zij al in de jeugdserie Het Huis Anubis als Mara Sabri.

## Videoclips
- Als Zij Langs Loopt - Flinke Namen

## Trivia
- In 2007 had haar tweelingzus[4] een gastrol naast haar in de televisieserie Het Huis Anubis als Yasmine Sabri.